# 아디다스 오이로파스
아디다스 오이로파스(독일어: Adidas Europass)는 아디다스가 제작한 축구공이다. 오이로파스는 유로 2008의 공인구이다. 공인구는 2007년 12월 2일, 본선 조별 리그 추첨식에서 공개되었다. 대회 결승전용 공인구로 오이로파스 글로리아(Europass Gloria)를 사용했다. 이 공인구는 같은 공인구지만 외피 그림이 달랐으며,(대회에 따라) 2008년부터 2009년까지 챔피언스리그, 2009년 UEFA 슈퍼컵, 2009-10 시즌 유로파리그에서 사용되었다.
테라파스(Terrapass)는 오이로파스(Europass)와 외형적으로 유사한데, 2009년 U-21 선수권 대회와 여자 유로 2009를 비롯해 몇몇 국제 경기에서 활용되었다.

## 기술 사항
이 공인구는 기존의 32개 조각이 아닌 14개의 조각으로 구성되어 있다. 이 공도 독일에서 열린 2006년 월드컵의 공인구로 활용된 팀가이스트의 파생 공인구이나, 표면에 돌기 기술을 처음으로 적용했다. 판 사이는 박음질이 아닌 특수 접착재를 이용해 열접합 기술로 이어져 내구력과 방수력이 한층 강화되었다.

## 비판 의견
대부분의 공에 대한 비판은 골키퍼들이 제기했다. 안드레아스 쾨프케 독일 국가대표팀 골키퍼 코치는 기자 앞에서 "누구도 공인구에 100% 만족할 수는 없습니다"라고 의견을 표력했다. 그는 "공인구 가지고 한탄하는 건 의미없습니다"라고 덧붙이며 "[그러나] 공이 감기기 때문에 골을 많이 먹히진 않을 것입니다."라고 선수단이 최선을 다해 적응을 노력한다고 밝혔다.
"저는 한 주 전부터 적응 훈련을 했는데, 2006년 월드컵에서 썼던 공과는 매우 다릅니다. 전반전에서 공을 잡으려 했지만 좀 더 위로 떴기에 공인구를 다루는 데 애로가 있습니다."라고 옌스 레만 독일 골키퍼가 불만을 표의했다.
공동 개최국 오스트리아의 알렉스 만닝어와 체코의 페트르 체흐도 불만을 제기했는데, 만닝어는 "골키퍼에 전혀 친화적이지 않다"고 말하기도 했다.
이탈리아 골키퍼도 비슷하게 공에 대한 불만을 제기했다. 잔루이지 부폰은 "아마 우리는 공인구에 적응할 필요가 있습니다. 그렇지만 상관 없이 저는 공을 잡을 겁니다"라고 말했다. 한편 마르코 아멜리아는 기자들 앞에서 "공이 방향을 바꿉니다. 공을 문제 없이 잡으려면 공을 쳐내는 편이 낫습니다."라고 말을 건냈다.
아디다스는 비판 의견에 "공에 신기술로 도잎된 돌기 구조는 어느 날씨에서든 완벽히 제어하고 다룰 수 있다"며 반박했다. 아디다스 측은 공 외피의 표면 질감은 "공과 축구화에 최적의 호환성"을 보장한다고 덧붙였고, 골키퍼가 장갑으로 잡기 더 좋다고도 언급했다.

## 같이 보기
- 아디다스 팀가이스트